# Bogaarden- en Oratorianenklooster

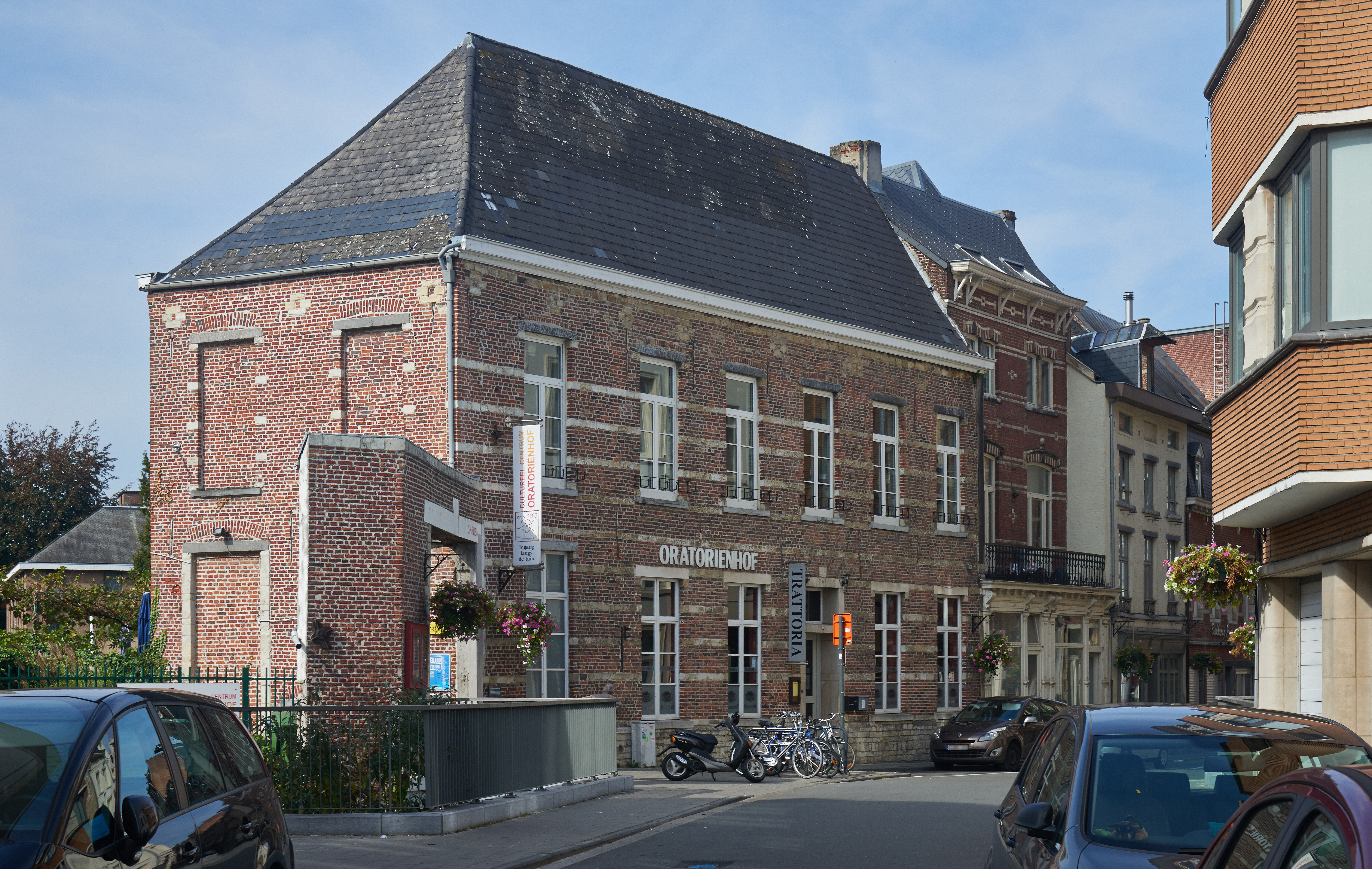
Mechelsestraat in Leuven, met brug over de Dijle. Hier stond ooit een oude stadspoort, die later een stadsgevangenis en universiteitsgevangenis werd.

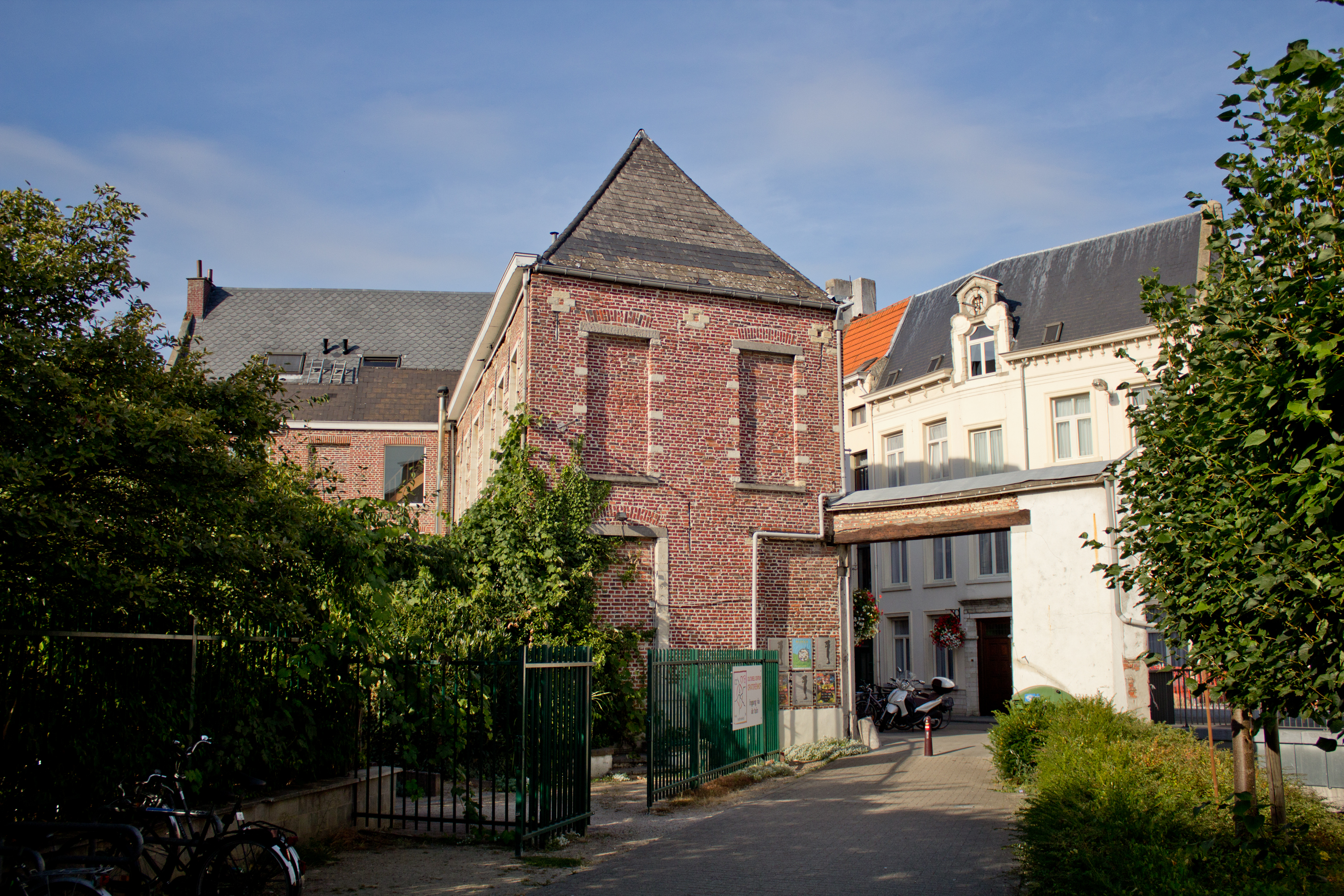
Wat rest van het klooster der Oratorianen: toegangspoort en L-vormig gebouw.

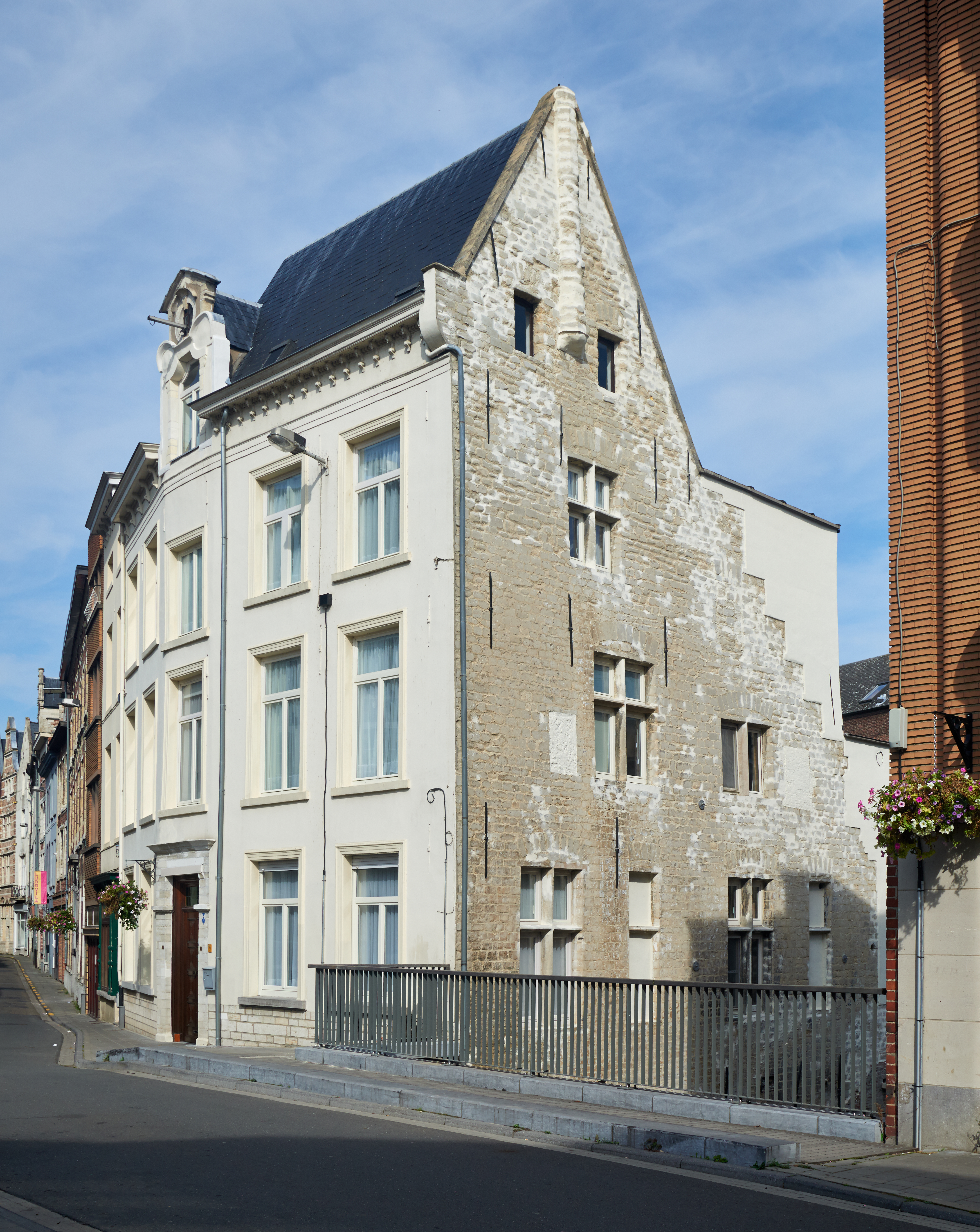
De Oratoriënbrug over de Dijle (vroeger Bogaardenbrug)

Het klooster van de Bogaarden (circa 1270 - 1590) en vervolgens het klooster der Oratorianen (1641 - 1797) was gelegen in Leuven in de toenmalige Zuidelijke Nederlanden. Het stond aan de Mechelsestraat, juist buiten de oude stadspoort Borgstraete-Binnenpoort, aan de overkant van de Dijle. De Dijlebrug heette aanvankelijk Bogaardenbrug en nadien Oratoriënbrug.

## Bogaarden (1270-1590)
Traditioneel hielden Bogaarden zich bezig met linnenweverij. Zoals in andere steden in de Nederlanden, gaf dit ook in Leuven langdurige ruzie met de gilde der lakenwevers. In 1312 schafte het Concilie van Vienne de Bogaarden af, doch in de Nederlanden bleven ze bestaan, weliswaar onder zware controle van stadsmagistraten. Dit was niet anders in Leuven. De weefgetouwen van de Bogaarden stonden in hun klooster in de Mechelsestraat (toen Borgstraete of Burchtstraat genoemd omwille van de route naar het Kasteel Caesarsberg).¨Hun klooster stond naast de stadspoort van de oudste stadswal van Leuven; de poort heette Borgstraete-Binnenpoort. Sinds de 14e eeuw bezat de stad een nieuwe en grotere buitenwal. De binnenwal had geen functie meer en de oude stadspoort naast het Bogaardenklooster werd een gevangenis voor de stad. 
In 1457 werden de taakafspraken met de gilde der wevers nog maar eens aangescherpt. De Bogaarden mochten slechts 5 weefgetouwen bezitten en mochten op vele momenten van de liturgische kalender niet meer weven. De weefdraad moesten de Bogaarden bovendien aankopen op Leuvense markten en niet meer elders. Het hoogtepunt van de lakenwevers in Leuven was immers voorbij en de weversgilde poogde haar werkterrein uit te breiden ten koste van de Bogaarden. Het aantal Bogaarden verminderde. Onder impuls van Margaretha van York, weduwe van Karel de Stoute, aanvaardden de Bogaarden te leven volgens een vaste kloosterregel: het werd de Derde orde van Sint-Franciscus (1468). In 1590 veranderden de Bogaarden van kloosterregel en werden ze benedictijn. Ze verhuisden naar de Benedictijnerabdij van Vlierbeek, buiten Leuven. De abdij behield het klooster in de Mechelsestraat als refugiehuis.
Na het vertrek uit de Mechelsestraat (1590) keerden de Bogaarden later nog naar Leuven terug. Zo was er achteraf een zending vanuit Zepperen. Dezen leefden op enkele plekken in de stad. Circa 1700 leefde er geen Bogaard meer in Leuven.

## Oratorianen (1641-1797)
De Oratorianen leefden krap behuisd in de stad, sinds 1626. Aartshertogin Isabella had deze priesterorde naar de Spaanse Nederlanden geroepen, in het kader van de Contrareformatie. Dankzij talrijke gelden toegestopt door aartsbisschop Boonen, kochten de Oratorianen het klooster in de Mechelsestraat op van de abdij van Vlierbeek. Zij bouwden op het terrein, gelegen tussen de Mechelsestraat, Dijle en Halve-Straat, nieuwe kloostervleugels met een schuur, paardenstal en brouwerij. Ook bouwden zij een kerk in de tuin, want de Leuvense Bogaarden hadden er nooit één gebouwd. Het klooster werd College van Oratorianen genoemd vanaf 1658, omdat hun priesterstudenten er studeerden aan de Universiteit Leuven. De oude stadspoort naast hun deur werd een gevangenis van de universiteit. De brug over de Dijle werd Oratoriënbrug genoemd.
Tijdens het Frans bewind werd de universiteit van Leuven afgeschaft (1797). De laatste 10 Oratorianen trokken weg. In 1799 werd het kloosterdomein in loten getrokken en publiek verkocht. De toegangspoort naar het kloosterdomein is bewaard, alsook een L-vormig gebouw aan de Mechelsestraat. Het domein is in Leuven bekend als het Oratoriënhof, omdat de tuin van de Oratorianen lange tijd bewaard bleef in de 19e eeuw.